# Xian
Xian (em chinês: 西安; romaniz.: Xian, Xi'an, Sian ou Hsian, no passado chamada Chang'an) é uma cidade da China, capital da província de Xianxim. Situa-se no vale do rio Wei. Foi a capital da China ao longo de várias dinastias: Qin (255 a 206 a.C.), Han (202 a.C. a 25 d.C.) e Tang (618 a 907).
Xian é o limite oriental da Rota da Seda e é conhecida como o lugar do Exército de terracota, construídos durante a dinastia Qin. A cidade tem mais de 3 100 anos de história e era conhecida como Chang'an até a Dinastia Ming.
Desde a década de 1990, como parte da ressurreição da economia no interior da China, a cidade de Xian re-emergiu como potência cultural, industrial e educacional na região centro-noroeste, com vários recursos voltados para a área de pesquisa e desenvolvimento, segurança nacional e para o programa chinês de exploração espacial.

## História
Xian teve uma importância muito grande na história da China, tornou-se um centro cultural e industrial no século XI a.C. com a fundação da Dinastia Zhou. A capital da Dinastia foi estabelecida em Fēng (沣/灃) e Hào (镐/鎬), ambas localizadas um pouco a oeste da atual Xian. Após o período dos Estados Combatentes, a China foi unificada na Dinastia Qin (221–206 a.C.) pela primeira vez, com a capital localizada em Xianyang (咸阳), um pouco a noroeste da atual Xian. O primeiro imperador da China unificada, Qin Shi Huang, ordenou a construção do exército de Terracota e de seu mausoléu a oeste de Xian pouco antes de sua morte.
Em 202 a.C., o imperador Liu Bang da dinastia Han estabeleceu sua capital do Estado em Changan, seu primeiro palácio "Palácio de Changle (长乐宫/長樂宮, perpétua felicidade) foi construído nas margens do rio das ruínas da capital da dinastia Qin. Esta é tradicionalmente aceita como a data de fundação de Chang'an ou Xian. Dois anos depois, Liu Bang construiu o palácio de Weiyang (未央宫) ao norte da atual Xian. O muro original da cidade de Xian começou a ser construído em 194 a.C. e demorou 4 anos para ser concluído. Após seu término o muro media 25,7 km de comprimento e tinha entre 12 e 16 m de altura até a base, cercando uma área de 36 km².
Após centenas de anos de guerra, a Dinastia Sui reunificou a China novamente em 582. O imperador Sui ordenou que a nova capital fosse construída à sudeste da Capital Han, chamada DaXing. A nova capital era composta de três seções: O Palácio de Xian, a Cidade Imperial e a seção para o povo, com uma área total de 84 km² cercada pelos muros. Nesta época, esta era a maior cidade do mundo. A cidade foi renomeada Chang'an durante a Dinastia Tang. No meio do século VII, após o retorno de sua viagem a Índia, o monge budista Xuan Zang estabeleceu em Chang'an um centro de tradução das escrituras do Sânscrito.[carece de fontes?] Em meados do século VIII era a maior cidade do mundo, tinha um milhão de habitantes e era rica e civilizada. Estava situada na extremidade oriental da Rota da Seda.
Entre 1862 e 1863 a cidade foi cercada por revoltosos muçulmanos durante a Revolta Dungan.

## Geografia e clima
Xian fica na planície de Guanzhong no centro da China, em uma planície alagada cercada de rios. A cidade está em média 400 m acima do nível do mar e tem uma precipitação anual de 1 100 mm de chuva. O rio Hei providencia a água potável para a cidade. A cidade faz fronteira ao sul com a encosta das montanhas Qinling, e às margens do rio Uei ao norte. Hua Shan, uma das cinco montanhas taoístas sagradas, está localizada a 100 km a leste de Xian. A cidade apresenta um clima continental. A região é caracterizada por longos verões quentes e invernos secos e frios. A primavera e o outono são muito breves. Xian recebe maior parte da sua precipitação anual durante os meses de agosto e outubro sob a forma de chuva. O verão é marcado por curtas, porém frequentes tempestades.

### Demografia
Em 2005 Xian tinha 8,07 milhões de habitantes, sendo 51,66% homens e 48,34% mulheres. O distrito com maior contingente populacional é YanTa Qu, com 1,08 milhões de habitantes. A maior parte dos habitantes de Xian são da etnia Han, que representa 99,1% do total da população da cidade. Há 81 500 habitantes de minorias étnicas morando em Xian, incluindo 50 000 muçulmanos da etnia Hui que estão concentrados no famoso bairro muçulmano, onde fica também a bela Grande Mesquita de Xian de 1360.

## Economia

### Turismo
Graças aos vários monumentos históricos e ruínas antigas, o turismo vem sendo um importante componente da economia local, e a região de Xian é um dos destinos turísticos mais populares de toda a China.
A cidade tem vários locais históricos importantes, e alguns ainda são sítio arqueológicos produtivos. Existem várias tumbas, como a dos reis da dinastia Zhou localizadas na cidade. Xian ainda tem 800 mausoléus reais e tumbas da dinastia Han, e algumas delas têm centenas de esculturas de soldados de argila. O museu de história da cidade é um antigo templo confuciano do século XI que contem grandes pedras talhadas de diversas dinastias.

## Cultura

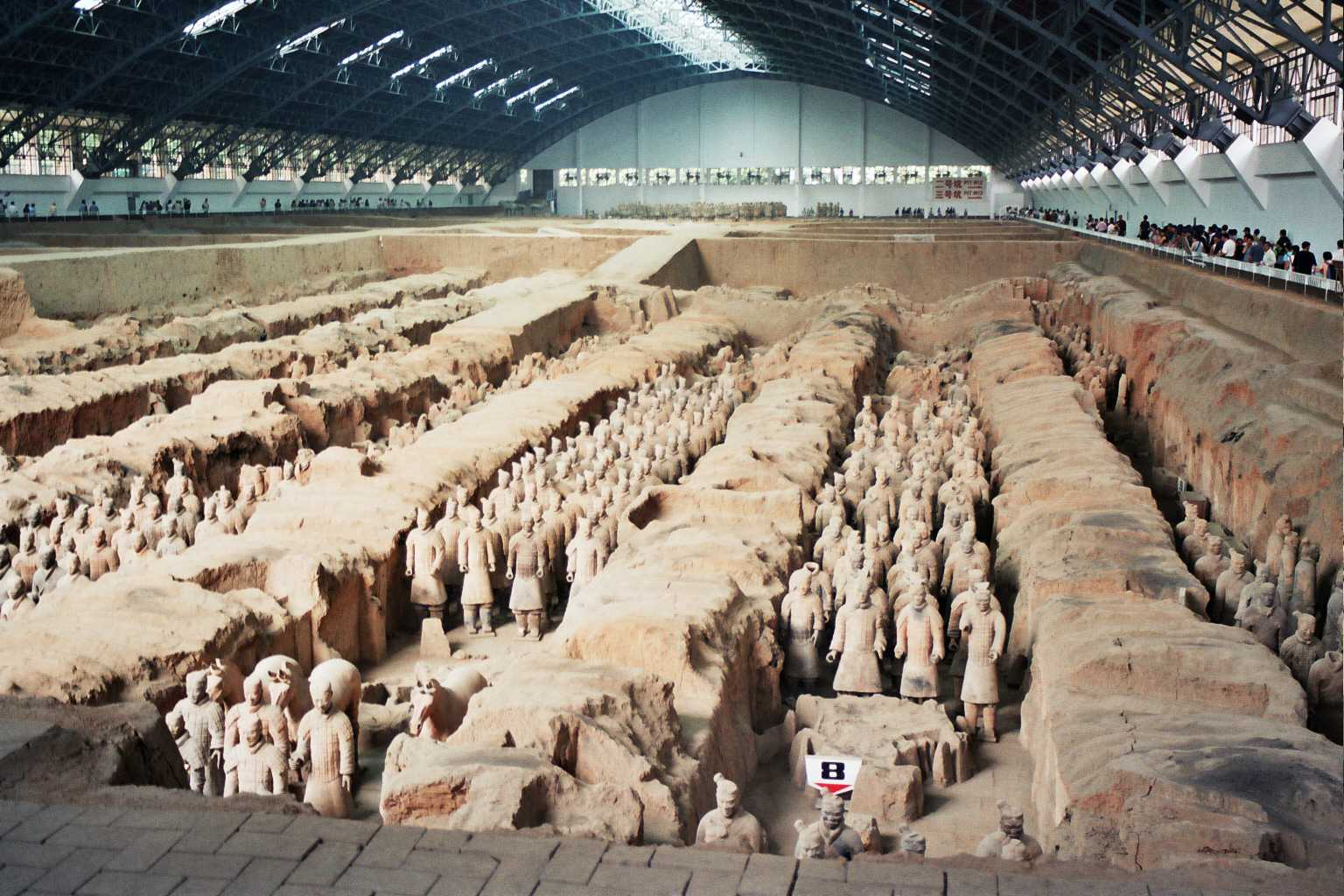
Vista geral da escavação do exército de terracota

Qinqian (秦腔, Voz de Qin) é o mais velho e o extenso dos quatro tipos de ópera chinesa. Como antecessor da Ópera de Pequim, Yu, Chan e Hebei; Qinqian desenvolveu seu próprio sistema: músicas, partes narradas, maquiagens faciais, posturas e interpretações.
A Escola de Chang'an (长安画派) é uma importante escola chinesa de arte tradicional.
Xian é conhecida pelo rock, e é um dos vigorosos centros de música underground na China — os outros três são Beijing, Kunming e Chengdu. Xian é a casa de estrelas chinesas contemporâneas como Xuei (许巍) Zhangchu (张楚), Zhengjun (郑均).
A cidade é importante polo cinematográfico, produzindo grande parte dos filmes chineses. Zhang Yimou (张艺谋) e Gu Changwei (顾长卫) são dois diretores consagrados de Xian.